# Wehrkreis VIII
Het Wehrkreis VIII (Breslau)  (vrije vertaling: 8e militaire district (Breslau)) was een territoriaal militaire bestuurlijke eenheid tijdens 
het nationaalsocialistische Duitse Rijk. Het bestond vanaf 1935 tot 1945.
Het Wehrkreis VIII werd afgescheiden van het Wehrkreis III (Berlin). Het Wehrkreis VIII was verantwoordelijk voor de militaire veiligheid van de deelstaat Silezië. En vanaf 1938 voor het regeringsdistrict Aussig (Reichsgau Sudetenland) ook verantwoordelijk was voor de bevoorrading en training van delen van het leger van de Wehrmacht in het gebied.
Het hoofdkwartier van het Wehrkreis VII  was gevestigd in Breslau.
Het Wehrkreis VIII  had drie Wehrersatzbezirke (vrije vertaling: drie reserve militaire districten) Breslau, Liegnitz en Kattowitz.

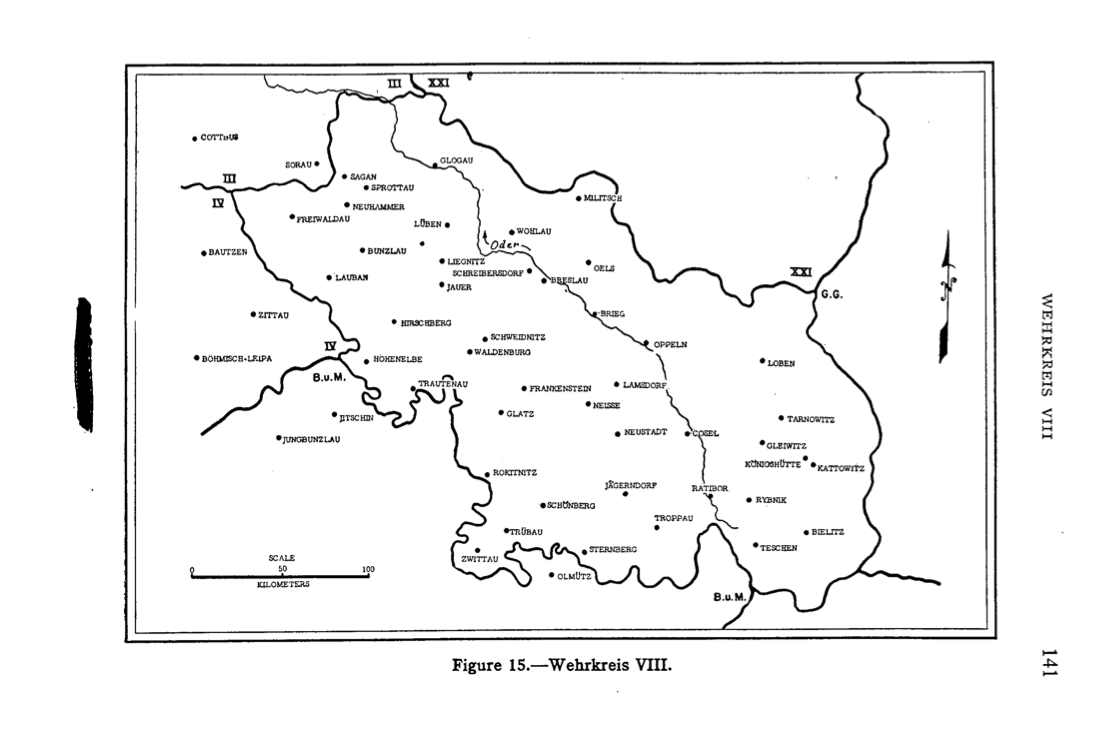
Kaart van het Wehrkreise VIII in 1944.

## Bevelhebbers[2]
| Rang                   | Naam               | Begin                          | Eind                                    | Opmerking                                           |
| ---------------------- | ------------------ | ------------------------------ | --------------------------------------- | --------------------------------------------------- |
| General der Kavallerie | Ewald von Kleist   | 1 mei 1935 - 1 oktober 1935    | 4 februari 1938                         |                                                     |
| General der Infanterie | Ernst Busch        | 4 februari 1938 - 1 maart 1938 | 26 augustus 1939 - 31 augustus 1939     |                                                     |
| General der Infanterie | Hans Halm          | 26 augustus 1939               | 31 april 1942 - 1 mei 1942              |                                                     |
| General der Kavallerie | Rudolf Koch-Erpach | 1 mei 1942                     | Midden februari 1945 - 16 februari 1945 | Later benoemd tot bevelhebber van het Wehrkreis IX. |

## Politieautoriteiten en SD-diensten
Höherer SS- und Polizeiführer (HSSPF):
- Ernst-Heinrich Schmauser (1 mei 1941 - 20 februari 1944[8])
- Ernst-Heinrich Schmauser (20 februari 1944 - 18 januari 1945[9])

Befehlshaber der Ordnungspolizei (BdO):
- Oskar Grussendorf (11 april 1940 - 31 augustus 1943), (m.d.W.d.G.b.)[10]

Inspekteur der Ordnungspolizei (IdO):
- Paul Riege (15 september 1936 - 20 april 1940[11]) (van 11 april 1940 vervangend door Oskar Grussendorf[11])
- Oskar Grussendorf (11 april 1940 - december 1940[12]), (m.d.W.d.G.b.)[12][13]
- Oskar Grussendorf (december 1940 - 31 augustus 1943[12][13])

## Höhere Kommandeur der Kriegsgefangenen
- SS-Obergruppenführer en Generaal in de Waffen-SS en de politie Ernst-Heinrich Schmauser (1 oktober 1944 - 10 februari 1945[14][15])

## Afkorting
- mit der Wahrnehmung der Geschäfte beauftragt (m.d.W.d.G.b.) - vrije vertaling: met de waarneming van de functie belast